# Бешнов, Иван Михайлович
Иван Михайлович Бешнов (28 августа 1922, Шункино, Саратовская губерния — 26 мая 1984, Саратов) — советский военнослужащий, участник Великой Отечественной войны, полный кавалер ордена Славы, разведчик взвода конной разведки 243-го стрелкового полка, ефрейтор — на момент представления к ордену Славы 1-й степени.

## Биография
Родился 28 августа 1922 года в селе Шункино в крестьянской семье. Член ВКП/КПСС с 1943 года. В 1940 окончил семилетнюю школу. Был бригадиром полеводческой бригады колхоза «Хлебороб».
В 1941 году был призван в Красную Армию. На фронт попал только в феврале 1943 года. Воевал в разведке 181-й стрелковой дивизии. За мужество и отвагу, проявленные в боях на брянском направлении, рядовой Бешнов был награждён медалью «За боевые заслуги». Особо отличился при освобождении Украины.
В ночь на 12 января 1944 года разведчик взвода конной разведки 286-го стрелкового полка рядовой Бешнов в составе группы скрытно проник в тыл в противника в районе деревни Волошино Степаньского района Ровенской области. Разведчики из засады атаковали колонну противника, уничтожив автоматным огнём и гранатами более 70 противников. Завязавшийся в тылу бой послужил сигналом к наступлению дивизии. Захватив трофейный пулемёт, Бешнов в течение часа прикрывал переправу пехоты через реку. Затем первым ворвался в Волошино, в уличном бою уничтожил ещё около 10 противников и двух взял в плен. Приказом по 181-й стрелковой дивизии от 10 марта 1944 года за мужество и отвагу, проявленные в бою, рядовой Бешнов Иван Михайлович награждён орденом Славы 3-й степени.
В период общего летнего наступления ефрейтор Бешнов исполнял обязанности конного связного. 27 июля 1944 года в районе города Красник, доставляя приказание командира 283-го стрелкового полка ушедшим вперед батальонам, наткнулся на немецкие повозки. Проявив инициативу, он уничтожил пять солдат и нескольких пленил. В повозках оказались новые 82-мм минометы. Приказом по войскам 13-й армии от 28 октября 1944 года за смелые и инициативные действия при выполнении боевых заданий командования ефрейтор Бешнов Иван Михайлович награждён орденом Славы 2-й степени.
Так же действовал разведчик взвода конной разведки 243-го стрелкового полка ефрейтор Бешнов и в ходе Висло-Одерской наступательной операции зимой 1945 года. 15 января во время атаки города Радомско он одним из первых проник в расположение противника. Противотанковой гранатой уничтожил огневую точку вместе с расчетом, а затем, ворвавшись в траншею, огнём из автомата сразил ещё 4 фашистов. При преследовании противника, будучи в конном разъезде, всегда давал своевременные и точные данные о противнике, анализ которых позволял принимать правильные решения по окружению и уничтожению отдельных вражеских подразделений. 21 января, находясь в тылу противника в составе группы захвата, у населенного пункта Острув-Велькопольски, неожиданно столкнувшись с отступающей группой противников, в упор уничтожил пятнадцать и пленил десять солдат и офицеров.
Указом Президиума Верховного Совета СССР от 19 апреля 1945 года за исключительное мужество, отвагу и бесстрашие, проявленные в боях с вражескими захватчиками ефрейтор Бешнов Иван Михайлович награждён орденом Славы 1-й степени. Стал полным кавалером ордена Славы.
После Победы был старшина Бешнов был демобилизован. Вернулся на родину и был избран председателем правления колхоза имени Ф. Э. Дзержинского. Но полученные во время войны ранения дали себя знать. В 1949 году врачебная комиссия признала его инвалидом 2-й группы, и он вынужден был уйти на отдых. По семейным обстоятельствам переехал в город Саратов. Работал контролером-ревизором Саратовского отделения Приволжской железной дороги. Умер 26 мая 1984 года.
Награждён орденом Отечественной войны 1-й степени, орденами Славы 3-х степеней, медалями.